# Neal Ashley Conrad
 Denne artikel bør gennemlæses af en person med fagkendskab for at sikre den faglige korrekthed.

Neal Ashley Conrad Thing (født januar 1963), fil.dr. (ph.d.) i litteraturvidenskab. Magister i nordisk litteratur. Dansk forfatter, forsker, kursusarrangør, skrivelærer, freelance-redaktør, anmelder, oversætter og foredragsholder.

## Uddannelse og studier
- Student fra Ordrup Gymnasium.
- Mag.art. i nordisk litteratur Københavns Universitet, juni 1994.
- Fil.dr./Ph.d. i litteraturvidenskab, Lunds Universitet. [1]

## Karriere
Skrive- og litteraturlærer på Krogerup Højskole 1994-2009. 
Stifter og leder af Conrads Skriveskole i Vanløse, senere i Ludvigsborg, Höör, Sverige (2008-2012). 
Mag. art. i nordisk litteratur. Skrivelærer, forfatter, freelance-redaktør, litteratur-/rockanmelder ved Dagbladet Information 1994-98. 
Skribent. 25 års undervisningserfaring som skrive- og litteraturlærer. Stifter af Conrads Skriveskole. 
Ph.d. i litteraturvidenskab, Lunds Universitet. I sin doktorandperiode arbejdede Neal Ashley Conrad på afhandlingen: O smala springa mellan ont och gott. At tænke med mellemrummet. En undersøgelse af mellemrummets betydningsgenererende kraft i udvalgte digte af G. Ekelöf (2009-2014), men skiftede i foråret 2014 emne. Han forvandlede et langvarigt forskningsarbejde med Proustreceptionen gennem hundrede år i Danmark til passionsbogen Proust i Danmark. 1913-2013, der udkom på 100-års-dagen for Prousts selvfinansierede debut med Du côté de chez Swann (første bind af À la recherche du temps perdu). Afhandlingen fik titlen I dialog med Proust, som han disputerede på 19.9.2015.
Medstifter af Det danske Proust-selskab i 2002, og var formand for selskabet i 6 år.
Projektleder for den nye oversættelse af den franske forfatter Marcel Prousts roman À la recherche du temps perdu/ På sporet af den tabte tid. (2002-2014). Seneste udgivelse: Proust i Danmark. Den danske Proustreception 1913-2016. 2. rev. udg., 2017.

## Bøger
- Sandhed og intet andet end sandhed. Lille encyklopædi om Marcel Proust og På sporet af den tabte tid. People's. 2021.
- Proust i Danmark. Den danske Proust-reception gennem hundrede år. 2. rev. udgave. Multivers. 2017.
- Floden. Fotografier af Steen Møller Rasmussen. Plagiat. 2016.
- I dialog med Proust. Den danske Proust-reception gennem hundrede år. (Ph.d-afhandling i litteraturvidenskab, forsvaret på Lunds Universitet, sept. 2015). Multivers. 2015.
- Tidligere, et andet sted. Essays om Proust, Ekelöf, Thomsen & Springsteen. Multivers. 2015.
- Et overblik. Resumé- og registerbind. Multivers Klassiker, 2014.
- Proust i Danmark. 100 år med Proust: 1913-2013 på hundredeårs-dagen for Marcel Proust udsendelse af første bind af À la recherche tu temps perdu – Du côté de chez Swann, 14.11.2013.
- Nordens fyrste. Fire essays og seksten samtaler om Gunnar Ekelöfs værk og betydning. Forlaget Multivers. 2012.
- Skønheden er en gåde, Søren Ulrik Thomsens forfatterskab, 2002.

## Film
- Digter. 10 danske digtere fra 1990’erne (2000) s.m. filminstruktøren Claus Bohm.
- Ekelöfs blik – Blikke på Ekelöf (2007) s.m. filminstruktøren Claus Bohm.

## Foredrag
- Den multikulturelle Ekelöf på Sigtunatiftelsen, 27. april. 2013 og NordSpråk september, Stockholm. https://www.facebook.com/sigtunalitt/posts/449115265172418

## Artikler (uddrag)
- Proust som køkkenchef i La France
- "Stilen er en synsegenskab", i Vinduet 2015.
- "Sjælens sejr over legemet. Om den første danske Proust-reception", i Salon 55, 2012.
- "There' s just a meanness in this world. Et essay om Bruce Springsteen", i Tidsskrift för Classiska studier nr. 1 (festskrift til Claes Göran Holmberg), Språk- och litteraturcentrum, Lund, 2011.
- "Af sporet er du kommet for at blive den du er", i Ind i Prousts værk. 19 læsninger i På sporet af den tabte tid (red. Leif Hasle, Helga Schmidt og Connie Selmann), Forlaget Multivers, 2012.
- "Gestus til sprækkerne", i Thomsen som vi kender ham . Festskrift til Søren Ulrik Thomsen (Red. Søren E. Jensen og Stefan Lamhauge Hansen), Vindrose / Fønix, 2006.
- "Skriften er døren til en anden verden. Om Nicolaj Stochholms og Peter Laugesens digtning", i Vandmærker (red. Anders Østergaard). Dansklærerforeningen , 1999.
- "Læsningens lykke. Gestus til Proust og Bjørn Bredal", i Den blå port nr. 45, 1998.
- "Inspirationen fra Marcel Proust", i Nordica bind 12, 1995.
- "Inspirationen fra Marcel Proust", i Horisont 4, tema: Kognitiv lingvistik. Maj 1995.
- "Det femte element. Stilheden og skabelsesmotiver i Thorkild Bjørnvigs digtning", i I kentaurens tegn. En bog om Thorkild Bjørnvigs universer (Red. Marianne Barlyng). Gyldendal, 1993.
- "Men digterne har vendt ryggen til - om 1980'ernes individuelle poesi", i Kritik nr. 87/ 1989.

## Som redaktør
- Koordinator for og medredaktør af nyoversættelsen af Marcel Prousts roman À la recherche du temps perdu, forlaget Multivers, 2002-2014.
- Redaktør på Torben Jahnsens oversættelse af Henry Millers Det airconditionerede mareridt, Multivers, 2010.
- Medarbejder på og medredaktør af bogen Cèleste Albaret: Monsieur Proust, oversat fra fransk af Helga Schmidt. Multivers, 2008
- Perspektiver i nyere dansk litteratur. (Red. Kirsten Nordentoft m.fl.). Forlaget Spring. 1997.

## Oversættelser
- Ernst Robert Curtius, Marcel Proust. På dansk ved Neal Ashley Conrad. Multivers, 2022.

## Hjemmesider
- Officiel hjemmeside
- Forlaget Multivers ApS

 Der er for få eller ingen kildehenvisninger i denne artikel, hvilket er et problem. Du kan hjælpe ved at angive troværdige kilder til de påstande, som fremføres i artiklen.

|  | Artiklen om Neal Ashley Conrad kan blive bedre, hvis der indsættes et (bedre) billede Du kan hjælpe ved at afsøge Wikimedia Commons for et passende billede eller uploade et godt billede til Wikimedia Commons iht. de tilladte licenser og indsætte det i artiklen. |